# Автономная Социалистическая Советская Республика Немцев Поволжья
Автоно́мная Социалисти́ческая Сове́тская Респу́блика Немцев Поволжья (НП АССР, Немреспублика, нем. Autonome Sozialistische Sowjetrepublik der Wolgadeutschen) — национальная автономия поволжских немцев, существовавшая в составе РСФСР с 19 декабря 1923 года до 28 августа 1941 года.
Была образована на основе существовавшей с 19 октября 1918 года Трудовой коммуны немцев Поволжья.

## Иммиграция немцев в Россию

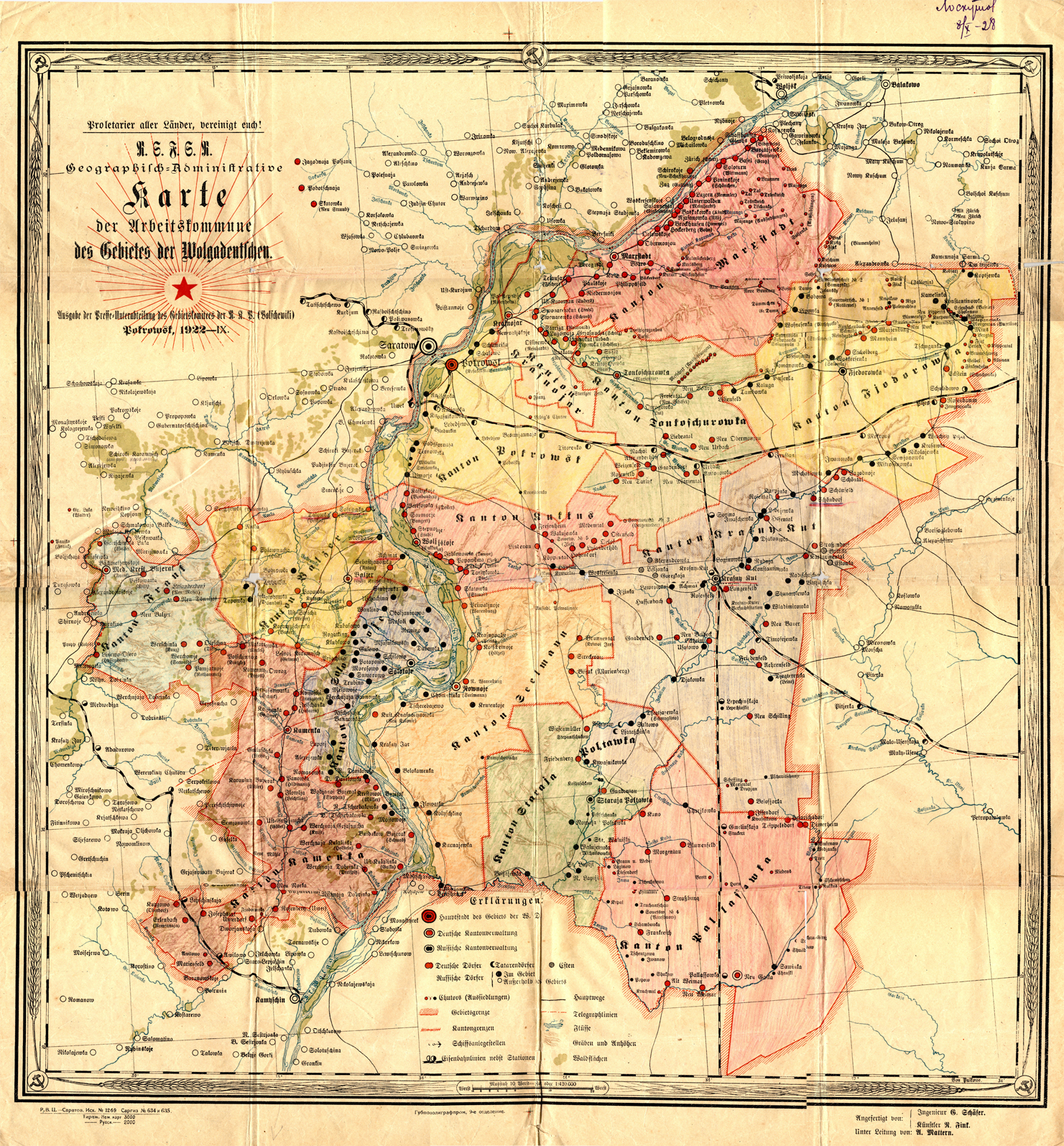
Немецкая Поволжская коммуна в 1922 г.

В 1762 и 1763 годах императрица Екатерина II своими манифестами пригласила жителей европейских стран переехать в Россию и поселиться на берегах реки Волги. На приглашение откликнулись тысячи жителей из немецких государств (Гессена, Бадена, Саксонии, Гольштейна, Майнца и других), владений Габсбургов, Швейцарии, Нидерландов, Франции, Дании, Швеции и других стран Европы.
С 1764 по 1768 год в Поволжье на территориях современных Саратовской и Волгоградской областей было образовано 106 переселенческих колоний, в которых проживали 25 600 человек. К началу XX века в Поволжье было 190 колоний с населением 407,5 тысяч человек, преимущественно немцев, которых с конца XIX века официально называли «немцы Поволжья» или «поволжские немцы» (нем. die Wolgadeutschen)

## Краткая история и административное устройство
19 октября 1918 года декретом СНК РСФСР из части территорий Саратовской и Самарской губерний была образована первая в РСФСР автономная область — автономная область немцев Поволжья (использовалось также название «Трудовая коммуна немцев Поволжья») с административным центром в городе Саратове (с 19 октября 1918 года по май 1919 года), затем административным центром стал город Марксштадт (до 4 июня 1919 года назывался Екатериненштадт). 24 июля 1922 года административный центр автономной области был перенесён в присоединённый к автономии 22 июня город Покровск (нем. Kosakenstadt, в 1931 переименован в город Энгельс, нем. Engels).
АО немцев Поволжья включала 3 уезда (Голокарамышский с центром в селе Голый Карамыш, Екатериненштадтский c центром в городе Екатериненштадте и Ровненский — c центром в селе Ровном), 22 июня 1922 года в состав автономной области был включён Покровский уезд с городом Покровск, который стал административным центром автономной области.
19 декабря 1923 АО немцев Поволжья преобразована в Немцев Поволжья Автономную ССР с площадью 28 200 км² и 576 тыс. жителей (1933).
С 1928 по 1934 год НП АССР входила в состав Нижне-Волжской области и Нижне-Волжского края РСФСР.
1 апреля 1932 года ВЦИК постановил «перечислить по Нижне-Волжскому краю Ягодно-Полянский район в существующих границах в состав АССР Немцев Поволжья».
С 1934 по 1936 год — в составе Саратовского края РСФСР.
По Конституции (Основному Закону) Союза ССР, принятой 5 декабря 1936 года, Немцев Поволжья АССР была исключена из состава Саратовского края, который был преобразован в Саратовскую область.
В 1939 году около 60 % населения АССР составляли поволжские немцы (кроме того, значительное количество поволжских немцев, особенно — имеющих высшее образование и индустриальные специальности, проживали и работали в городе Саратове, где составляли значительную долю профессорско-преподавательского состава высших и средних учебных заведений и работников промышленных предприятий).
К 1 января 1941 года Немцев Поволжья АССР включала город Энгельс и 22 кантона: Бальцерский, Гмелинский, Гнаденфлюрский, Добринский, Зельманский, Золотовский, Иловатский, Каменский, Красноярский, Краснокутский, Куккусский, Лизандергейский, Мариентальский, Марксштадтский, Палласовский, Старо-Полтавский, Терновский, Унтервальденский, Фёдоровский, Франкский, Экгеймский и Эрленбахский.

## Население
12 июня 1924 года немецкий язык был установлен в качестве второго языка делопроизводства и как язык обучения в школах. В тот период быстрыми темпами началось строительство народного образования среди немцев Поволжья и создание государственного издательства Немцев Поволжья АССР.
Немцев Поволжья АССР была одной из первых в СССР автономных республик сплошной грамотности: в НП АССР насчитывались 171 национальная средняя школа, 11 техникумов, 3 рабфака, 5 вузов. Кроме того, имелось 172 колхозных клуба, домов культуры, Немецкий национальный театр и детский театр. Издавалась 21 газета на немецком языке.
| Национальность | Число (1926) | % (1926)   | Число (1939) | % (1939)   |
| -------------- | ------------ | ---------- | ------------ | ---------- |
| Немцы          | 379 630      | 66,42 %    | 366 685      | 60,46 %    |
| Русские        | 116 561      | 20,39 %    | 156 027      | 25,72 %    |
| Украинцы       | 68 561       | 11,99 %    | 58 248       | 9,6 %      |
| Казахи         | 1353         | 0,24 %     | 8988         | 1,48 %     |
| Татары         | 2109         | 0,37 %     | 4074         | 0,67 %     |
| Мордва         | 1429         | 0,25 %     | 3048         | 0,5 %      |
| Белорусы       | 159          | 0,03 %     | 1636         | 0,27 %     |
| Китайцы        | 5            | 0 %        | 1284         | 0,21 %     |
| Евреи          | 152          | 0,026 %    | 1216         | 0,20 %     |
| Другие         | 1619         | 0,28 %     | 5326         | 0,88 %     |
| Всего          | 571 578      | (100,00 %) | 606 532      | (100,00 %) |

## Политическое устройство
Высшим органом государственной власти НП АССР являлся Центральный исполнительный комитет Советов Немцев Поволжья АССР (с 1937 года — Верховный Совет АССР Немцев Поволжья), являвшийся законодательным (представительным) органом, формируемый с 1937 года на основе всеобщих выборов. На постоянной основе работали Президиум ЦИК АССР НП (с 1937 года — Президиум Верховного Совета НП АССР), остальные члены ЦИК (с 1937 — депутаты Верховного Совета) собирались на сессии 10—12 раз в год.
Исполнительную власть возглавлял Совет народных комиссаров (СНК) НП АССР в составе восьми народных комиссариатов: внутренних дел, юстиции, здравоохранения, просвещения, финансов, сельского хозяйства, труда, социального обеспечения, а также рабоче-крестьянская инспекция и Совет народного хозяйства.

### Конституция
31 января 1926 года Третий съезд советов НП АССР принял проект Конституции (Основного закона) Немцев Поволжья Автономной Социалистической Советской Республики, который повторил положения постановления ВЦИК об образовании АССР Немцев Поволжья. Она закрепила добровольность вхождения НП НП АССР в РСФСР. НП АССР была «вольна определять форму взаимоотношений с всероссийской центральной властью РСФСР», при этом «опирается на своё право автономии» согласно Конституции (Основному закону) РСФСР. Как и в постановлении ВЦИК Советов об образовании НП АССР, конституция содержала решение о равноправии, соответственно составу населения, немецкого, русского и украинского языков. Это означало, что официальное делопроизводство в каждом районе велось на языке населения, составлявшего в нём большинство. Как и проекты конституций всех остальных автономных ССР в составе РСФСР, проект Конституции (Основного закона) Немцев Поволжья АССР не был утвержден Всероссийским центральным исполнительным комитетом Советов (ВЦИК), что предусматривалось Конституцией (Основным законом) РСФСР.
По Конституции (Основному Закону) Союза ССР 1936 года и Конституции (Основному закону) РСФСР 1937 года НП АССР была исключена из состава Саратовского края, который был преобразован в Саратовскую область.
29 апреля 1937 года второй этап Чрезвычайного 10-го съезда Советов НП АССР принял Конституцию (Основной закон) Немцев Поволжья Автономной Советской Социалистической Республики, которая 2 июня 1940 года была утверждена Законом РСФСР.

### Культурное строительство
9 июля 1925 года в столице автономии городе Покровске был открыт Центральный музей АССР немцев Поволжья (упразднён в августе 1941 года).
C 1918 года сначала в Саратове, а потом в Покровске издавалась газета — орган областного комитета РКП(б), областного комитета советов (с 1923 — ЦИК немцев Поволжья АССР, с 1938 года — Президиума Верховного Совета АССР немцев Поволжья) и Покровского (с 1931 — Энгельсского) городского комитета РКП(б) и исполнительного комитета городского Совета депутатов трудящихся — «Nachrichten» (немецкоязычный вариант газеты «Большевик»).
Среди немцев Поволжья были выдающиеся люди искусства — например, художник Яков Яковлевич Вебер.

## Руководители высших органов власти

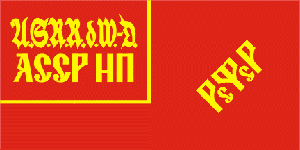
Флаг НП АССР в 1921—1937 годах

### Главы высшего исполнительного органа
Председатель Поволжского комиссариата по немецким делам
- 1918 — Эрнест Васильевич Рейтер (Ernst Reuter)

Председатель ВРК АО
- 1919—1920 — Гуго Вильгельмович Шауфлер (Hugo Schaufler)

Председатели Исполнительного комитета советов АО
- 1920 — Александр Иванович Дотц (Alexander Dotz)
- 1920—1921 — Василий Романович Пакун
- 1921—1922 — Александр Федорович Моор (Alexander Moor)
- 1922—1924 — Вильгельм Адольфович Курц[англ.] (Wilhelm Kurz)

Председатели Центрального исполнительного комитета советов АССР
- 1924—1930 — Иоганнес Фридрихович Шваб (Johannes Schwab)
- 1930—1934 — Александр Яковлевич Гляйм (Alexander Gleim)
- 1934—1935 — Генрих Михайлович Фукс (Heinrich Fuchs)
- 1935—1936 — Адам Андреевич Вельш (Adam Welsch)
- 1936—1937 — Генрих Александрович Люфт (Heinrich Luft)
- 1937—1938 — Давид Генрихович Розенбергер (David Rosenberger)

Председатели президиума Верховного совета АССР
- 1938—1941 — Конрад Генрихович Гофман (Konrad Hoffmann)[3][4]

### Главы правительства
Председатели Совета народных комиссаров АССР
- 1924—1929 — Вильгельм Адольфович Курц
- 1929—1930 — Александр Яковлевич Гляйм
- 1930—1935 — Генрих Михайлович Фукс
- 1935—1936 — Адам Андреевич Вельш
- 1936—1937 — Генрих Александрович Люфт
- 1937—1938 — Владимир Фёдорович Далингер (Wladimir Dalinger)
- 1938—1941 — Александр Иванович Гекман (Alexander Gekman)[3]

### Начальники управления НКВД (народные комиссары внутренних дел)
- 1934—1935 — Александр Петрович Бубеннов[5]
- 1935—1937 — Самуил Моисеевич Деноткин
- 1937 — Владимир Фёдорович Далингер (Wladimir Dalinger)[6]
- 1937—1938 — Илья Залманович Рессин
- 1938 — Иван Давыдович Шустер
- 1938—25.02.1941 — Александр Михайлович Астахов
- 26.02.1941—31.07.1941 — Николай Сергеевич Великанов[7]
- 31.07.1941—28.08.1941 — Владимир Владимирович Губин[8]

## Ликвидация

АССР Немцев Поволжья в границах современных областей России

Сразу после начала Великой Отечественной войны никаких санкций против немцев АССР не последовало, поскольку у советского руководства оставалась надежда на быстрый разгром Вермахта. Когда стало ясно, что фронт быстро движется на восток, все немцы Поволжья Указом Президиума Верховного Совета СССР от 28 августа 1941 года были выселены в Казахскую ССР, на Алтай и в Сибирь.
Процедура депортации была чёткой, уже отработанным порядком действий (выселения финнов, поляков, литовцев, украинцев, латышей, эстонцев, корейцев и прочих). Оформлялось постановление суда и на каждую выселяемую семью заполнялась учётная карточка, а глава семьи предупреждался об ответственности за уклонение от депортации. Разрешалось брать с собой личное имущество, мелкий инвентарь и продовольствие, но всего не более 1 тонны на семью. Однако, это не всегда соблюдалось. В некоторых случаях оповещение было без предварительного оповещения, по факту, и семьям предьявлялось требования немедленно освободить помещение и уезжать по месту выселения, что не давало даже собрать необходимые для переезда вещи.

Суммарно из региона было выселено 438,7 тысячи человек, в том числе из АССР НП — 365,8, из Саратовской области — 46,7 и из Сталинградской области — 26,2 тысячи человек. Осенью 1941 года была проведена депортация поволжских немцев, значительная часть которых была выслана в соседний Казахстан.
Территория Немцев Поволжья АССР Указом Президиума Верховного Совета СССР от 7 сентября 1941 г. была разделена между Саратовской (15 кантонов) и Сталинградской (7 кантонов) областями.

## Первая попытка восстановления НП АССР
В 1960-х годах в среде советских немцев появилось недовольство своим положением невыездных с мест поселения и невозможностью вернуться в Поволжье. Через 20 лет после окончания войны, в 1965 году, оно приобрело конкретную форму, когда в Москву была направлена делегация с требованием восстановить НП АССР. Но только 3 ноября 1972 года вышел Указ Президиума Верховного Совета СССР, который снял с немцев все ограничения в выборе места жительства. Но лишь в 1978 году вернулись к вопросу о немецкой автономии. Специально созданная для этого правительственная комиссия постановила, что учреждать Немецкую АССР в Поволжье нецелесообразно, «так как немецкое население здесь фактически не проживает и исторических корней в этом районе не имеет». Взамен глава КГБ Юрий Андропов внёс предложение о создании автономной республики в Казахстане, где проживало более половины немцев СССР, почти миллион человек. В июне 1979 года эта инициатива, поддержанная генсеком Леонидом Брежневым, вступила в законную силу на заседании Политбюро ЦК КПСС в Москве. Площадь немецкой автономии должна была составить 46 тыс. км², а численность населения — 202 тыс. человек. Её столицей намеревались сделать городок Ерейментау, расположенный в 130 километрах северо-восточнее Целинограда.
Однако последующие события показали, что идея создания немецкой автономии в Казахстане была недостаточно проработана и подготовлена. Власти при этом не считались с пожеланиями самих немцев о месте автономии. Первый секретарь Краснознаменского райкома партии Целиноградской области Андрей Браун, намеченный властями в руководители, вспоминал: «Делалось всё как всегда: секретно, топорно, без учёта мнения местного населения, не учитывая исторические факторы. Именно в этих местах жил и умер народный батыр Богенбай, один из руководителей борьбы с джунгарами». 16 и 19 июня 1979 года на площади Ленина в Целинограде прошли демонстрации протеста коренных казахов, поддержанные людьми других национальностей. Власти неожиданно стушевались и стали успокаивать население, что создавать здесь Немецкую республику никто не планирует. От плана во избежание бунта быстро отказались.

## Попытка восстановления НП АССР: ВОСН «Возрождение»

Эмблема Всесоюзного общества советских немцев «Возрождение»

В конце 1980-х годов, с ростом национального движения советских немцев, была новая попытка восстановить АССР Немцев Поволжья. На учредительной конференции 28—31 марта 1989 года в Москве было официально оформлено
Всесоюзное общество советских немцев «Возрождение» — всесоюзная общественная национально-политическая организация советских немцев, которая существовала с 1989 по 1993 год. Почвой для его создания стали третья, четвёртая и пятая делегации советских немцев в Кремль (соответственно апрель, июль и октябрь 1988 года). В 1991 году ВОСН «Возрождение» объединяло в своих рядах уже более 100 тысяч человек, и руководство организации имело все основания утверждать, что на тот момент это была самая массовая после КПСС организация, если не брать в расчёт религиозные организации, в частности, Всесоюзный совет церквей евангельских христиан-баптистов.